# 1153 هـ
1153 هـ هي سنة في التقويم الهجري امتدت مقابلةً في التقويم الميلادي بين سنتي 1740 و1741.

## أحداث
- بداية حرب الخلافة النمساوية.